# Cliona desimoni
Cliona desimoni är en svampdjursart som beskrevs av Bavestrello, Calcinai och Sarà 1995. Cliona desimoni ingår i släktet Cliona och familjen borrsvampar.
Artens utbredningsområde är Taiwan. Inga underarter finns listade i Catalogue of Life.